# Dolheștii Mari, Suceava
Dolheștii Mari este satul de reședință al comunei Dolhești din județul Suceava, Moldova, România. Ea se află la o distanță de 15 km est de municipiul Fălticeni, pe drumul spre Pașcani.
În centrul satului Dolheștii Mari se află biserica cu hramul Sfintei Cuvioase Parascheva, ctitorită de boierul Șendrea la 1481.
„Cavaler leal” („ein retlicher ryter” în Cronica moldo-germană), hatmanul Șendrea din Dolhești era unul dintre dregătorii cei mai iubiți și apreciați de Ștefan cel Mare, fapt întărit și prin căsătoria sa cu Maria, sora renumitului domnitor. În perioada 1479-1481, el a deținut importanta funcție de portar al Cetății de Scaun (un fel de ministru al Apărării de azi), timp în care numele său este legat de unele victorii ale moldovenilor împotriva dușmanilor tradiționali ai țării. De altfel, portarul Șendrea a căzut eroic într-o astfel de bătălie, de astă dată împotriva oștirilor muntene, la Râmnicu Sărat, în ziua de 8 iulie 1481.
Cele mai vechi biserici boierești din Moldova sunt cele din Lujeni, ctitorite de marele cneaz lituanian Tudor Vitold, cumnatul lui Alexandru cel Bun (în nordul Bucovinei) și Dolheștii Mari. Biserica Sfânta Cuvioasă Parascheva în forma actuală este o insolită sinteză între două epoci îndepărtate în timp: corpul principal (pronaos, naos și altar) sunt din secolul al XV-lea, iar pridvorul și turla-clopotniță în stil rusesc aparțin secolului al XIX-lea.
Specialiștii presupun că fresca de la biserica Sfânta Cuvioasă Parascheva datează din anul morții hatmanului Șendrea, 1481, fiind opera cunoscutului zugrav Gavril Ieromonahul, cel care a realizat extraordinara pictură interioară de la Bălinești, ctitoria boierului Ioan Tăutu, în 1494. Ea a fost descoperită în anul 1927 de profesorul Ion D. Ștefănescu, după ce a înlăturat stratul de var de deasupra.

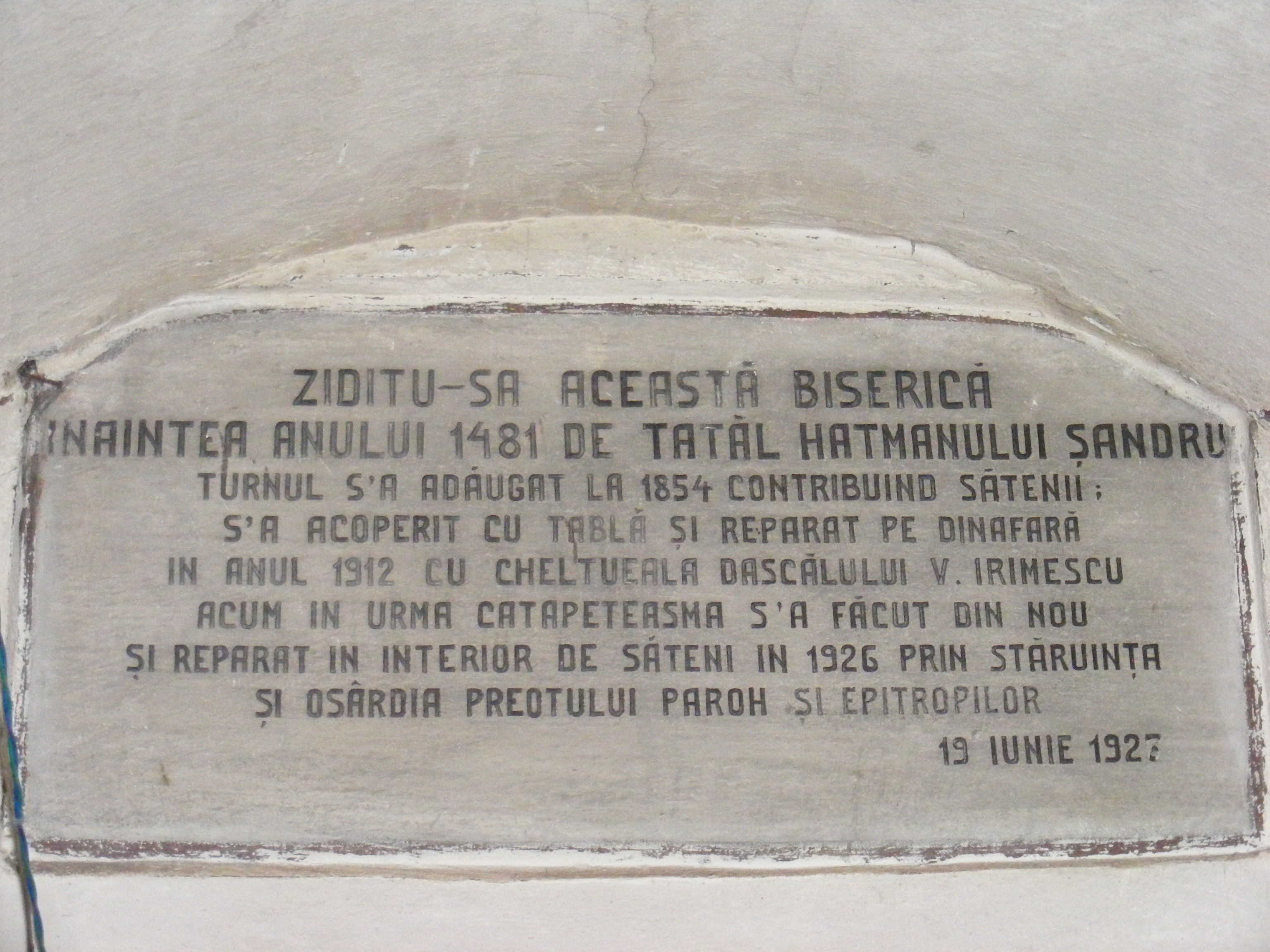

Vechiul monument de piatră din Dolheștii Mari nu este egalat decât de câteva monumente de cuvinte și duh, aparținând unor maeștri anonimi ai locului, semn al unei neasemuite tradiții artistice și spirituale. Până și descântecele folosite de babele satului sunt mult mai frumoase ca în alte zone, așa cum ne putem convinge citind acest „Descântec de desfăcut vraja”, cules în 1960 de Petru Sandovici de la Ileana D. Caeru: „S-a sculat Maica Domnului de dimineață / S-a pornit pe cale, pe cărare, / Pardosită cu mărgăritare / Pașii ei pe unde mergeau / Urmele ei străluceau / Și pe ele răsăreau brebenei. / Pe unde călcau sfinții / Răsăreau toporași. / Pe la jumătate de cale / S-a întâlnit cu potca, /Cu potcoiul, cu mogoroiul. /Maica Domnului la chip s-a întunecat, / La ei s-a uitat și i-a întrebat: / „Ei, încotro ați plecat?” / „Ne ducem la Ileana s-o pocim! / S-o mogorogim / Și în haine negre s-o îmbrăcăm!” / „Nu vă duceți la Ileana! / Duceți-vă la Neagra Mare, / Că acolo vă așteaptă o mreană / Cu solzii de aur, cu aripi de smarald, / Cu luceferi pe spate, / Cu ochi-n nestemate! / A voastră să fie / Pe ea s-o pociți, / Pe ea s-o mogorogiți, / Pe ea s-o îmbrăcați, / Iar pe Ileana s-o lăsați / Curată și luminată, / Cum din cer a fost lăsată.””

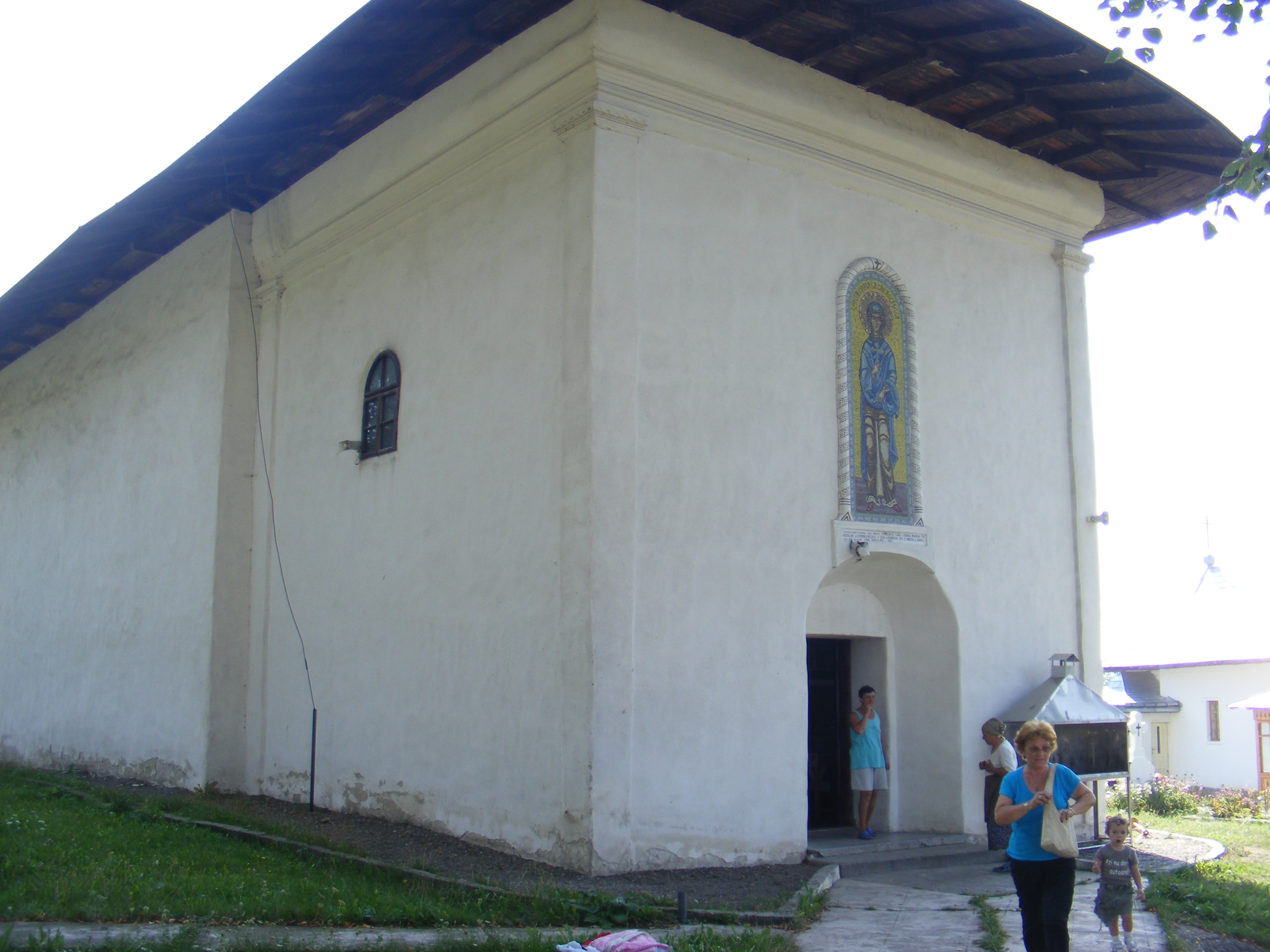

O monografie a satului Dolheștii Mari a fost scrisă Petru Sandovici.
La 100 de metri de biserică, lângă școala veche, se găsesc ruinele fostei curți boierești a familiei Șendrea, marturie a vechimii așezarii.
De asemenea, în dreapta bisericii se găsește mormântul preotului Neculai Manoliu, care a slujit satului aproape 40 de ani. Acesta provine dintr-o veche familie de preoti. Gheorghe Manoliu (tatal sau, ingropat in acelasi cavou), Gheorghe Bicleanu (bunicul sau) si Costache Theodoru (strabunicul) fiind succesiv pentru o perioada de peste 100 de ani parohi ai bisericii satulului.

## Istoric
20 iulie 1404 - satul Dolhesti este mentionat pentru prima data in dania făcuta de Alexandru cel Bun Manastirii Poiana 
1470 - Biserica din Dolhesti este mentionata documentar pentru prima data.
1561 - Alexandru Lăpușneanu dăruiește Mănăstirii Pobrata (Probota) satul Dolhești de pe Șomuz, cu moară de apă și cu tot venitul pe care îl are.
1642 - Grigore Ureche mentioneaza satul Dolhestii Mari in Letopisetul sau, cu ocazia descrierii mortii si inmormantarii hatmanului Sendrea 
1774 - recensamantul din acel an mentioneaza in sat 49 de familii la un număr de 42 case dintre care 15 erau pustii 
1828 - Prin infiintarea satului Dolhestii Mici, satul Dolhesti isi schimba denumirea in Dolhestii Mari 
1832 - Recensamantul din acel an mentioneaza 328 de familii
1854 - Arendasul Stati construieste pridvorul Bisericii
1864 - prin Reforma Agrara sunt improprietariti 84 de clacasi si 170 de palmasi 
1864 - se infiinteaza prima scoala. In primul an s-au inscris la cursuri 18 copii. In primii ani scoala a functionat in cadrul bisericii din sat, primul lacas de invatamant fiind construit din lemn in 1867.
1871 - Comuna Dolhești intră într-o nouă împărțire administrativă,  în  componența  căreia  sunt  incluse  satele  Boura,  Dolheștii  Mici,  Vămeni, Poiana  Răhtivanu  și  Dolheștii  Mari  (centrul  comunei).  La  recensământul  efectuat în noua împărțire administrativă, numărul locuitorilor pe comună s-a ridicat la 2.660 iar pădurea de pe teritoriul ei la 1.344 pogoane.

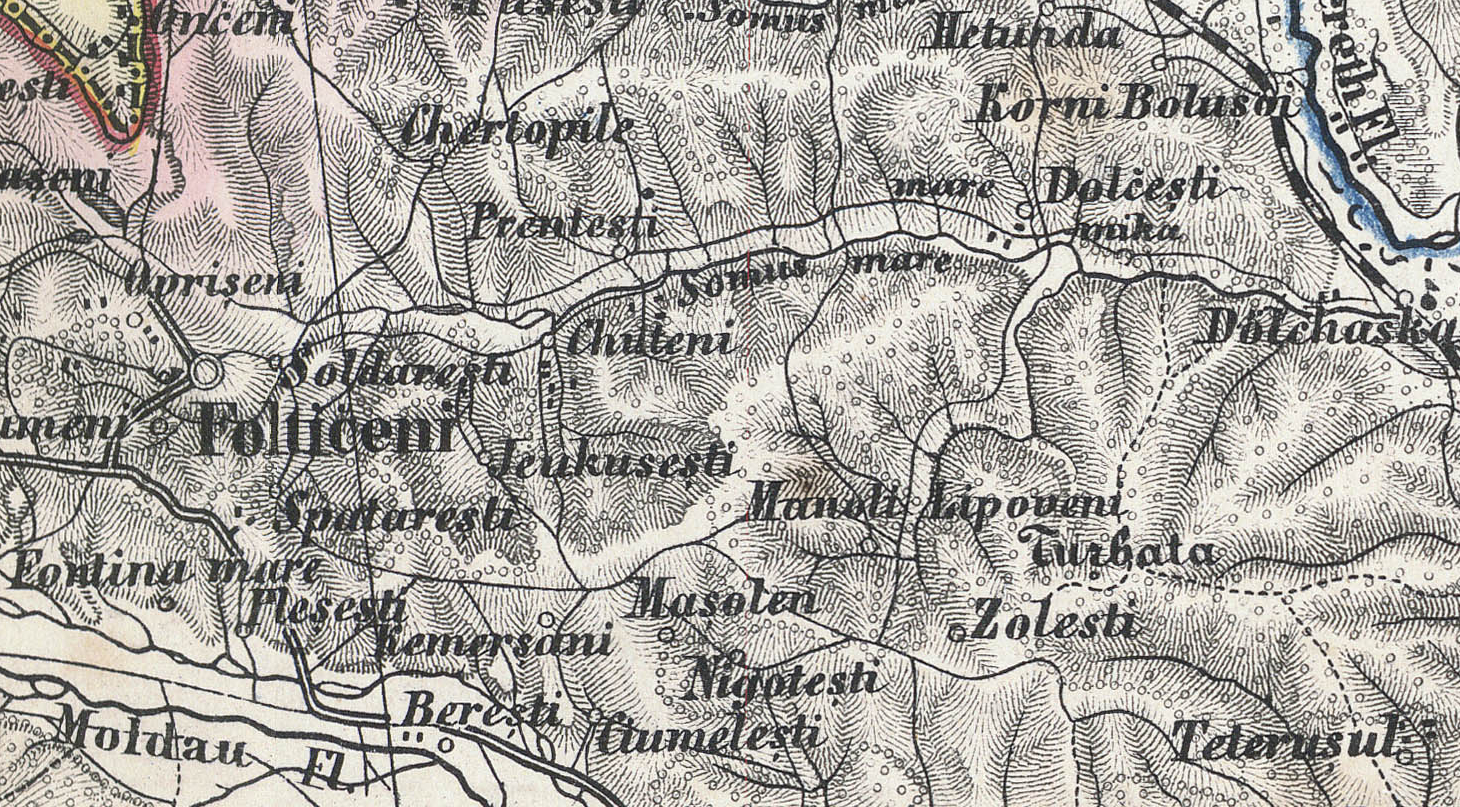
Dolhestii Mari pe harta in 1873

1886 - Prima mentionare a unui primar al satului, Petru Al. Sandu 
1892 - Prima mentionare a stampilei satului Dolhestii Mari pe un act intocmit de inginerul Eduard Dobias din Piatra Neamt, act prin care se rectifica terenul Hanului din satul Dolhestii Mari 
1893 - se infiinteaza satul Valea Bourei, prin improprietarirea cu pamant al taranilor din Dolhestii Mari, Dolhestii Mici si Corni (Liteni)

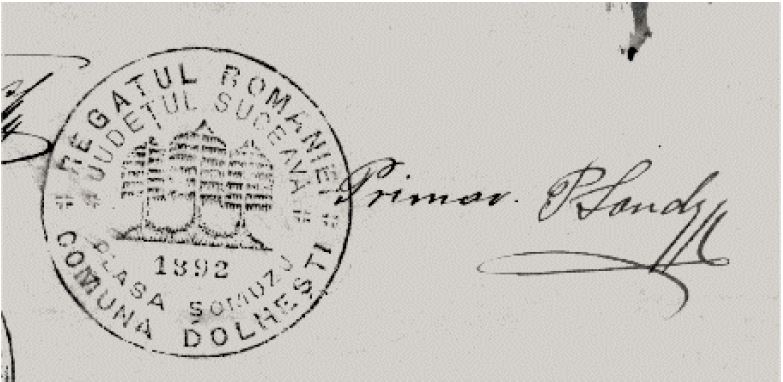
Stampila Satului Dolhestii Mari in 1892

1893 - Recensamantul din acel an mentioneaza "451 case populate cu 414 capi de familie sau 1.932 suflete (916 bărbați și 1.015 femei) din care 71 israeliti (evrei). Satul are 462 contribuabili." 
1903 - se infiinteaza oficial primele cursuri de alfabetizare a locuitorilor satului. Procesul de alfabetizare a fost incheiat in 1948

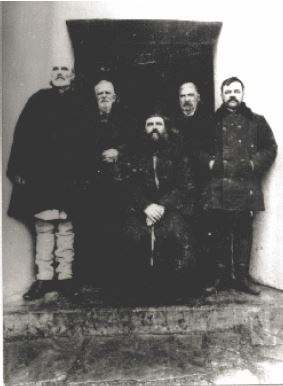
Consiliul Parohial al satului Dolhestii Mari in 1906

1907 - Rascoala taraneasca s-a manifestat si la Dolhestii Mari. Furia satenilor s-a indreptat mai ales asupra lui Leon Botosineanu, care administra Moara satului din coada iazului de pe Somuz cat si asupra celor cativa evrei speculanti din sat. De asemenea, taranii rasculati au atacat trenul care transporta spre inchisoarea Tampesti (Falticeni) taranii arestati in Ruginoasa, eliberandu-i.
1910 - S-a infiintat Banca Populara "Albina", care a existat pana in 1948, cand a fost desfiintata de autoritatile comuniste.
1912 - Recensamantul din acest an mentioneaza in Dolhestii Mari: "522 cladiri locuite și 32 nelocuite, 547 menaje, 1183 barbati și 1221 femei, un total de 2404 suflete" 
1912 - s-a construit scoala veche, pe locul celei din 1867. In anii primului razboi mondial aici a functionat un spital pentru raniti 
1918 - la sfarsitul Primului Razboi Mondial, satul a numarat 108 fii ai satului morti pe campul de lupta si 115 veterani. In cinstea lor s-a construit in 1927 Monumentul eroilor. In 1923 veteranii de razboi au fost improprietariti cu cate 5 ha de pamant pe fosta mosie Onesti, Judetul Iasi. Mai tarziu acesti dolhesteni au intemeiat satul Borosoaia, comuna Plugari.
1921 - se infiinteaza Scoala de Fete, care in primii 24 de ani a functionat mai mult prin case particulare inchiriate. Prima invatatoare a fost Dna Maria Irimescu-Oescu. In primul an au invatat aici 73 de fete.
1928 - Profesorul Ion D. Stefanescu descopera in pronaosul Bisericii portretul votiv al Hatmanului Sendrea. Acest portret era acoperit de un strat gros de var alb, datat din secolul al XIX-lea.
15 octobre 1933 - se infiinteaza corul din Dolhestii Mari 
8 noiembrie 1933 - s-a inaugurat o casă de sfat si citire intr-o casa particulara pusa la dispozitie de un cadru didactic, o mica biblioteca si un aparat de radio, cu un program de lectura si conferinte care se desfasurau, de regula, in zilele de sarbatoare 
1 anuarie 1934 - se infiinteaza Caminul Cultural. Pana la inaugurarea sediului actual, acesta va functiona in incinta Scolii de Baieti.

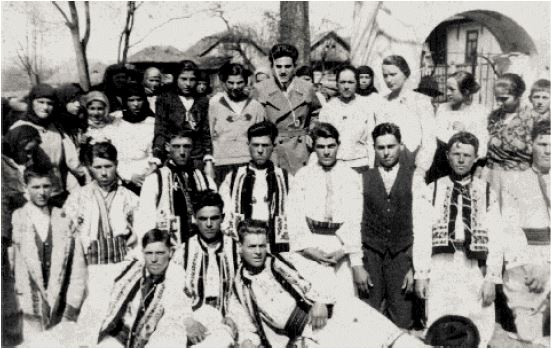
Corul din Dolhestii Mari, fotografiat de Alexandru Manoliu in 1934

1935 - inaugurarea Dispensarului uman. Primul medic instalat a fost Doamna Doctor Bularda, venita din judetul Husi. Dispensarul functioneaza momentan in aceeasi cladire.
1936 - se infiinteaza prima cooperativa de consum, la initiativa catorva locuitori intreprinzatori. In cativa ani, concurenta i-a făcut pe evrei sa paraseasca satul. Cooperativa s-a mentinut pana in 1948 cand a fost transformata in Cooperativa de Stat.

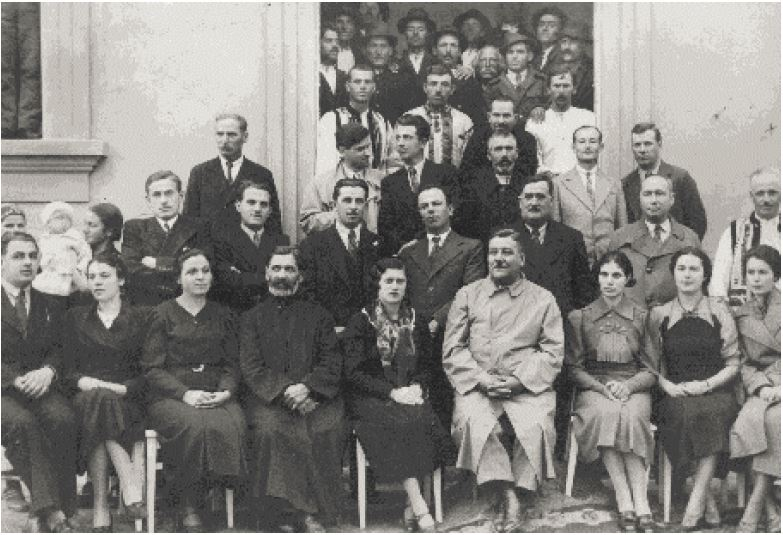
Comitetul pentru constructia dispensarului uman din Dolhestii Mari

1938 - s-a inaugurat baia populara, transformata in anii '50 in casa de nasteri 
1940 - S-a construit sediul actual al Primariei, pe locul fostei primarii datand din epoca lui Cuza 
1945 - 77 de fii ai satului au cazut eroi in cel de-al doilea razboi mondial (4 ofiteri, 13 sergenti,  9  caporali  si  51  soldati) 
1946 - Se infiinteaza Gimnaziul Mixt 
1948 - s-a construit o noua gara pe actualul amplasament. Vechea gara era situata mult in afara satului, intr-o locatie greu accesibila 
1948 - s-a infiintat Gradinita de copii, avand ca educatoare pe Ligia Gh. Manoliu.
1949 - prima sala de proiectie pe banda ingusta este inaugurata in vechea scoala 
1957 - se construieste actuala moara 
1959 - se inaugureaza actualul sediu al Caminului Cultural. Lucrarea s-a efectuat cu ajutorul contributiei banesti a locuitorilor 
1960 - s-a infiintat Magazinul Universal 
1961 - se infiinteaza Centrala Telefonica 
1961 - se incheie electrificarea comunei 
1968 - se inaugureaza Dispensarul Veterinar 
1972 - corul de camera din Dolhestii Mari este laureat al Festivalului Corurilor de Camera "Gh. Dima" din Brasov 
1979 - se asfalteaza soseaua principala 
Pentru mai multe detalii, informatii si fotografii interesante va recomandam sa cititi "Monografia satului Dolhestii Mari" scrisa de invatatorul Petru Sandovici

## Obiective turistice
- Biserica Cuvioasa Parascheva din Dolheștii Mari - monument istoric ctitorit de hatmanul Șendrea anterior anului 1481

## Personalitati
Hatmanul Sendrea, Portarul Sucevei, cumnatul lui Stefan cel Mare, inmormantat in Biserica din sat (? - m. 1481 in Batalia de la Ramnic)

## Transport Public
Satul este deservit de linia de cale ferata Dolhasca - Falticeni prin Halta Dolhestii Mari. Exista cateva linii de microbuz leaga satul de Falticeni, Dolhasca si Pascani.